# Peter Carington, VI barone Carrington
Peter Alexander Rupert Carington, VI barone Carrington, barone Carrington di Upton (Chelsea, 6 giugno 1919 – Londra, 9 luglio 2018), è stato un nobile e politico britannico, membro del Partito Conservatore.

## Biografia
Peter Carington nacque a Chelsea, Londra, il 6 giugno 1919 ed era l'unico figlio di Rupert Carington, V barone Carrington e di sua moglie, l'onorevole Sybil Marion Colville, figlia di Charles Colville, II visconte Colville di Culross. È pronipote dello statista liberale Robert Wynn Carrington, I marchese di Lincolnshire e del politico e cortigiano sir William Carington.
Venne educato in due scuole indipendenti: la Sandroyd School, all'epoca con sede nella città di Cobham, nel Surrey, dal 1928 al 1932 e l'Eton College. Proseguì quindi gli studi alla Reale accademia militare di Sandhurst.
Il 26 gennaio 1938 entrò in servizio nelle Grenadier Guards come sottotenente. Servì con quel reggimento durante la seconda guerra mondiale e il 1º gennaio 1941 fu promosso a tenente. In seguito venne promosso al grado di capitano temporaneo e maggiore ad interim e venne insignito della Military Cross il 1º marzo 1945. Dopo la guerra, Carrington rimase nell'esercito fino al 1949.
Il 19 novembre 1938, alla morte del padre, divenne il sesto barone Carrington. Sebbene fosse idoneo a prendere possesso del suo seggio nella Camera dei lord già dal suo 21º compleanno nel 1940, essendo impegnato nel servizio militare, lo fece solo il 9 ottobre 1945. Dopo aver lasciato l'esercito entrò in politica e servì nei governi conservatori di Winston Churchill e Anthony Eden come segretario parlamentare del Ministero dell'agricoltura e dell'alimentazione dal novembre del 1951 all'ottobre del 1954 e nel Ministero della difesa dall'ottobre del 1954 all'ottobre del 1956. Quell'anno venne nominato alto commissario in Australia, incarico che mantenne fino all'ottobre del 1959. Il 2 luglio 1951 venne nominato vice luogotenente del Buckinghamshire e nel 1959 entrò nel Consiglio privato di sua maestà.

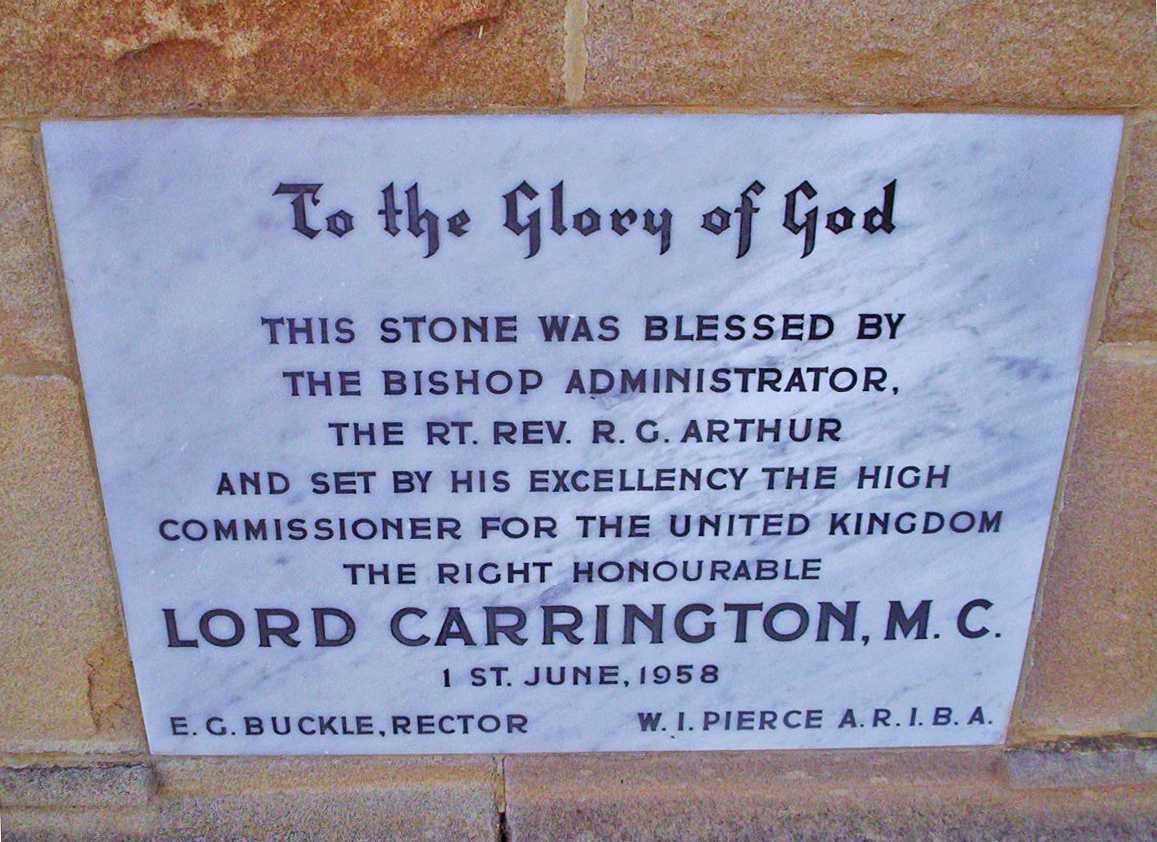
Una placca installata da lord Carrington quando era alto commissario in Australia presso la chiesa di Tutti i Santi a Canberra.

Dopo il suo ritorno in patria prestò servizio sotto Harold Macmillan come Primo lord dell'Ammiragliato fino all'ottobre del 1963. Fu quindi ministro senza portafoglio e capo della Camera dei lord sotto Alec Douglas-Home fino all'ottobre del 1964. Dal 1964 al 1970 fu leader dell'opposizione nella Camera dei lord. Quando i conservatori tornarono al potere nel 1970 con Edward Heath, divenne segretario alla difesa. Mantenne l'incarico fino al 1974, quando entrò in carica il governo laburista di Harold Wilson. In una lettera del 1977 che parlava della politica di tortura degli internati repubblicani irlandesi durante l'operazione Demetrius nell'agosto del 1971, l'allora ministro degli interni Merlyn Rees attribuiva le origini di questa politica in particolare a lord Carrington: "È mia opinione (confermata da Brian Faulkner prima della sua morte [il primo ministro dell'Irlanda del Nord]) che la decisione di utilizzare i metodi di tortura nell'Irlanda del Nord nel 1971/72 fu presa dai ministri - in particolare lord Carrington, allora segretario di stato per la difesa".
Nel 1968 divenne segretario alla difesa del governo ombra in seguito al licenziamento di Enoch Powell dall'incarico in seguito al suo discusso discorso critico sull'immigrazione dai paesi del Commonwealth. Dal 1972 al 1974 fu presidente del Partito Conservatore. Dal gennaio al marzo del 1974 ricoprì l'incarico di segretario di Stato per l'energia.

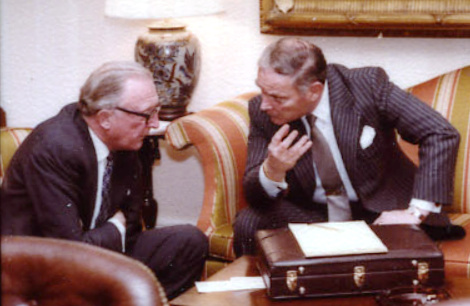
Lord Carrington, allora segretario di Stato per gli affari esteri e del Commonwealth) e Alexander Haig (allora segretario di Stato degli Stati Uniti) durante una visita di Margaret Thatcher negli Stati Uniti.

Carrington fu nuovamente leader dell'opposizione nella Camera dei lord dal 1974 al 1979. Il 4 maggio 1979 venne nominato segretario di Stato per gli affari esteri e del Commonwealth nel primo gabinetto di Margaret Thatcher. Ella parlava molto bene di Carrington, affermando per esempio: "Peter aveva un grande brio e la capacità di identificare immediatamente i punti principali di ogni argomento e poteva esprimersi in termini pungenti: avevamo dei disaccordi, ma non c'erano mai stati sentimenti duri". Nel 1979 presiedette la conferenza di Lancaster House, alla presenza di Ian Smith, Abel Muzorewa, Robert Mugabe, Joshua Nkomo e Josiah Tongogara che portò alla fine della guerra civile in Rhodesia. In seguito avrebbe espresso il suo sostegno per Robert Mugabe rispetto a Ian Smith. Allo scoppio della guerra delle Falkland si assunse la piena responsabilità per l'autocompiacimento e gli insuccessi in seno al Foreign Office nel prevedere questo sviluppo e rassegnò le dimissioni. Le dimissioni a livello ministeriale in tali circostanze sono rare.
Lord Carrington fu segretario generale della NATO dal 1984 al 1988. Contribuì a prevenire una guerra tra Grecia e Turchia nel 1987. Fu anche cancelliere dell'Ordine di San Michele e San Giorgio dal 1º agosto 1984 fino al giugno del 1994.
Nel 1991, presiedette i colloqui diplomatici sul divisione della ex Jugoslavia e tentò di far approvare un piano che ponesse fine alle guerre e che prevedeva che ogni repubblica diventasse una nazione indipendente.
Oltre ai suoi incarichi politici fu cancelliere dell'Università di Reading e ricoprì il ruolo di presidente di diverse società, tra cui Christie's, e di direttore di altre aziende, tra cui Barclays Bank, Schweppes e Daily Telegraph. Presiedette inoltre le conferenze del gruppo Bilderberg per diversi anni alla fine degli anni '90. Nel 1999 gli succedette Étienne Davignon. Dal 1983 al 2002 è stato presidente della Pilgrims Society. Fu cancelliere dell'Ordine della Giarrettiera dall'8 novembre 1994 all'ottobre del 2012.
Con l'entrata in vigore dell'House of Lords Act del 1999 venne privato del diritto automatico di far parte della Camera dei lord. Tuttavia, insieme a tutti gli ex leader della Camera, il 17 novembre 1999 venne creato pari a vita. Ricevette il titolo di barone Carington di Upton, di Upton nella contea di Nottinghamshire. Fu il membro più longevo della Camera dei lord e dal momento del ritiro di Derek Barber, barone Barber di Tewkesbury, avvenuto nel 2016, fu anche il più anziano. Al momento della morte era il secondo membro in carica da più tempo del Consiglio privato di sua maestà dopo il duca di Edimburgo.
Fu insignito di un Doctor of Law dall'Università di Cambridge dal 1981, di un dottorato onorario dall'Università dell'Essex nel 1983, di un Doctor of Law dall'Università di Harvard nel 1986, di un Doctor of Letters dall'Università di Reading nel dicembre del 1989, di un Doctor of Law dall'Università di Nottingham nel 1993, di un Doctor of Civil Law dall'Università di Newcastle il 14 dicembre 1998 e di un Doctor of Civil Law dall'Università di Oxford il 21 novembre 2003.
Morì il 9 luglio 2018 all’età di 99 anni. È sepolto nel nuovo cimitero della chiesa della Santa Trinità a Bledlow, vicino a Wycombe.

## Vita personale
Lord Carrington sposò Iona McClean (19 marzo 1920 - 7 giugno 2009), figlia del tenente colonnello sir Francis Kennedy McClean, il 25 aprile 1942. Ebbero tre figli:
- Alexandra Carington DL (nata nel 1943). Nel 1965 ha sposato il maggiore Peter de Bunsen, diventando l'on. signora de Bunsen. Hanno tre figli:
  - Victoria de Bunsen (nata nel 1968);
  - Charles Rupert de Bunsen (nato nel 1970);
  - James Peter de Bunsen (nato nel 1973).
- Virginia Carington LVO (nata nel 1946). Nel 1973 ha sposato Henry Cubitt, IV barone Ashcombe diventando Lady Ashcombe. La coppia ha divorziato nel 1979.
- Rupert Francis John Carington DL (nato nel 1948). Da settembre 2022 (con l'ascesa al trono di Carlo III) è l'attuale Lord Gran Ciambellano. Nel 1989 ha sposato Daniela Diotallevi. Hanno tre figli:
  - Robert Carington (nato nel 1990);
  - Francesca Carington (nata nel 1993);
  - Isabella Iona Carington (nata nel 1995).

Lady Carrington morì il 7 giugno 2009 all'età di 89 anni.

## Lord Carington nella cultura di massa
- Carrington è stato interpretato da Rowan Atkinson in Not the Nine O'Clock News, una parodia della serie tv Question time. Lo si vede parlare pedantemente di un imminente olocausto nucleare.
- Carrington è stato interpretato da James Fox nella produzione della BBC del 2002 di Ian Curteis The Falklands Play.
- Carrington è stato citato nella sesta serie di Peep Show del 2009 in una lista di nomi di cani immaginati da Mark.
- Carrington è stato brevemente interpretato da James Smith nel film del 2011 The Iron Lady.
- Carrington è stato brevemente interpretato da Jeff Rawle nell'opera teatrale del 2014 Handbagged.

## Ascendenza
|                                                      |                                                      |                                  | Genitori                                                     |  |  | Nonni |  |  | Bisnonni                                   |  |  | Trisnonni                             |  |
|                                                      |                                                      |                                  |                                                              |  |  |       |  |  | 8. Robert Carrington, II barone Carrington |  |  | 16. Robert Smith, I barone Carrington |  |
|                                                      |                                                      |                                  |                                                              |  |  |       |  |  | 8. Robert Carrington, II barone Carrington |  |  | 16. Robert Smith, I barone Carrington |  |
|                                                      |                                                      | 17. Anne Boldero-Barnard         |                                                              |  |  |       |  |  | 8. Robert Carrington, II barone Carrington |  |  |                                       |  |
| 4. Rupert Carington, IV barone Carrington            |                                                      |                                  |                                                              |  |  |       |  |  | 8. Robert Carrington, II barone Carrington |  |  |                                       |  |
|                                                      |                                                      | 9. Charlotte Drummond-Willoughby | 18. Peter Drummond-Burrell, XXII barone Willoughby de Eresby |  |  |       |  |  |                                            |  |  |                                       |  |
|                                                      |                                                      | 9. Charlotte Drummond-Willoughby | 18. Peter Drummond-Burrell, XXII barone Willoughby de Eresby |  |  |       |  |  |                                            |  |  |                                       |  |
|                                                      |                                                      | 9. Charlotte Drummond-Willoughby | 19. Sarah Drummond                                           |  |  |       |  |  |                                            |  |  |                                       |  |
| 2. Rupert Carington, V barone Carrington             |                                                      | 9. Charlotte Drummond-Willoughby |                                                              |  |  |       |  |  |                                            |  |  |                                       |  |
|                                                      |                                                      | 10. John Sutcliffe Horsefall     | 20. Jonas Horsfall                                           |  |  |       |  |  |                                            |  |  |                                       |  |
|                                                      |                                                      | 10. John Sutcliffe Horsefall     | 20. Jonas Horsfall                                           |  |  |       |  |  |                                            |  |  |                                       |  |
|                                                      |                                                      | 10. John Sutcliffe Horsefall     | 21. Martha Sutcliffe                                         |  |  |       |  |  |                                            |  |  |                                       |  |
| 5. Edith Horsefall                                   |                                                      | 10. John Sutcliffe Horsefall     |                                                              |  |  |       |  |  |                                            |  |  |                                       |  |
|                                                      |                                                      | 11. Mary Maiden                  | 22. James Maiden                                             |  |  |       |  |  |                                            |  |  |                                       |  |
|                                                      |                                                      | 11. Mary Maiden                  | 22. James Maiden                                             |  |  |       |  |  |                                            |  |  |                                       |  |
|                                                      |                                                      | 11. Mary Maiden                  | 23. Jane Davies                                              |  |  |       |  |  |                                            |  |  |                                       |  |
| 1. Peter Carington, VI barone Carrington             |                                                      | 11. Mary Maiden                  |                                                              |  |  |       |  |  |                                            |  |  |                                       |  |
|                                                      | 12. Charles Colville, I visconte Colville di Culross | 24. Charles Colville             |                                                              |  |  |       |  |  |                                            |  |  |                                       |  |
|                                                      | 12. Charles Colville, I visconte Colville di Culross | 24. Charles Colville             |                                                              |  |  |       |  |  |                                            |  |  |                                       |  |
|                                                      | 12. Charles Colville, I visconte Colville di Culross | 25. Jane Mure                    |                                                              |  |  |       |  |  |                                            |  |  |                                       |  |
| 6. Charles Colville, II visconte Colville di Culross | 12. Charles Colville, I visconte Colville di Culross |                                  |                                                              |  |  |       |  |  |                                            |  |  |                                       |  |
|                                                      |                                                      | 13. Cecil Carrington             | 26. Robert Carrington, II barone Carrington (= 8.)           |  |  |       |  |  |                                            |  |  |                                       |  |
|                                                      |                                                      | 13. Cecil Carrington             | 26. Robert Carrington, II barone Carrington (= 8.)           |  |  |       |  |  |                                            |  |  |                                       |  |
|                                                      |                                                      | 13. Cecil Carrington             | 27. Elizabeth Weld-Forester                                  |  |  |       |  |  |                                            |  |  |                                       |  |
| 3. Sybil Marion Colville                             |                                                      | 13. Cecil Carrington             |                                                              |  |  |       |  |  |                                            |  |  |                                       |  |
|                                                      |                                                      | 14. Henry Dorrien Streatfeild    | 28. Henry Streatfeild                                        |  |  |       |  |  |                                            |  |  |                                       |  |
|                                                      |                                                      | 14. Henry Dorrien Streatfeild    | 28. Henry Streatfeild                                        |  |  |       |  |  |                                            |  |  |                                       |  |
|                                                      |                                                      | 14. Henry Dorrien Streatfeild    | 29. Maria Dorrien Magens                                     |  |  |       |  |  |                                            |  |  |                                       |  |
| 7. Ruby Streatfeild                                  |                                                      | 14. Henry Dorrien Streatfeild    |                                                              |  |  |       |  |  |                                            |  |  |                                       |  |
|                                                      |                                                      | 15. Marion Henrietta Smith       | 30. Oswald Smith                                             |  |  |       |  |  |                                            |  |  |                                       |  |
|                                                      |                                                      | 15. Marion Henrietta Smith       | 30. Oswald Smith                                             |  |  |       |  |  |                                            |  |  |                                       |  |
|                                                      |                                                      | 15. Marion Henrietta Smith       | 31. Henrietta Mildred Hodgson                                |  |  |       |  |  |                                            |  |  |                                       |  |
|                                                      |                                                      | 15. Marion Henrietta Smith       |                                                              |  |  |       |  |  |                                            |  |  |                                       |  |